# Bleury-Saint-Symphorien
Pour les articles homonymes, voir Saint-Symphorien et Bleury.
Bleury - Saint-Symphorien redirige ici.
Bleury-Saint-Symphorien est une ancienne commune créée le 1er janvier 2012, située dans le département d'Eure-et-Loir en région Centre-Val de Loire. Elle résulte de la fusion des communes de Bleury et de Saint-Symphorien-le-Château qui prennent le statut de communes déléguées.
Le 1er janvier 2016, elle devient elle-même une commune déléguée au sein de la commune nouvelle d'Auneau-Bleury-Saint-Symphorien.

## Géographie

### Situation
Bleury-Saint-Symphorien se situe aux confins de la Beauce et du Hurepoix. Située en Eure-et-Loir, elle est limitrophe du département des Yvelines.

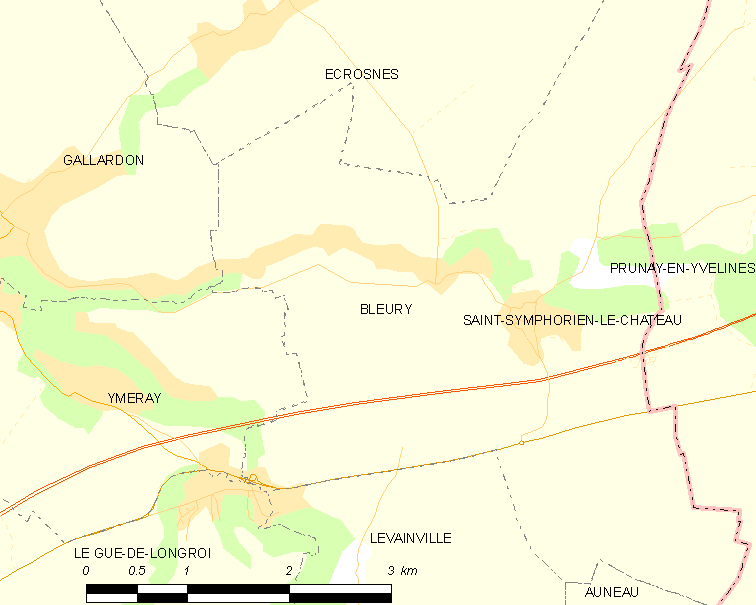
Carte de Bleury-Saint-Symphorien et des communes limitrophes (2012).

### Communes limitrophes
| Écrosnes                 | Orphin Yvelines         |                             |
| Gallardon                | Bleury-Saint-Symphorien | Prunay-en-Yvelines Yvelines |
| Ymeray Le Gué-de-Longroi | Levainville             | Auneau                      |

### Lieux-dits et écarts
- Essars, Esclimont, Bouchemont, Gué de Bleury, la Grande Touche (en partie).
- Bonville, le Gué de Bleury.

### Hydrographie
- Le « ru de Perray » affluent rive droite de la Voise traverse la commune. Il s'appelle « la Rémarde » en entrant dans la région Centre-Val de Loire.
- La Voise en limite sud-ouest de la commune.

### Voies de communication et transports
La commune est traversée par l'ancienne route nationale 10 (RD 910) et par l'autoroute A11 (sortie d'Ablis).

## Toponymie
Une commune nouvelle est créée en 2012. Le nom ne comporte aucune espace conformément aux règles grammaticales de la langue française,. Il en était de même pour Bois-Guillaume-Bihorel la même année et Source-Seine en 2009 (fusion).

## Histoire
L'arrêté du 27 décembre 2011 « portant modification de circonscriptions administratives territoriales (création de commune) » a créé la commune en lieu et place des communes de Bleury et de Saint-Symphorien-le-Château, à compter du 1er janvier 2012. Il a fixé le chef-lieu à celui de l'ancienne commune de Saint-Symphorien-le-Château, et la population totale de la commune nouvelle à 1329 habitants.
Il convient de se reporter aux articles consacrés aux anciennes communes fusionnées.

## Politique et administration

### Administration municipale
| Nom                                 | Code Insee | Intercommunalité | Superficie (km2) | Population (dernière pop. légale) | Densité (hab./km2) |
| ----------------------------------- | ---------- | ---------------- | ---------------- | --------------------------------- | ------------------ |
| Saint-Symphorien-le-Château (siège) | 28361      |                  | 9,39             | 830 (2009)                        | 88                 |
| Bleury (Eure-et-Loir)               | 28042      |                  | 7,85             | 506 (2009)                        | 64                 |

Bleury-Saint-Symphorien était, depuis le 1er janvier 2012, une commune nouvelle issue de la fusion des deux anciennes communes de Bleury et de Saint-Symphorien-le-Château (qui en était le chef-lieu). Par une délibération du 27 juin 2012, le conseil municipal a décidé de ne pas transformer les anciennes communes en communes déléguées au sein de la commune nouvelle.
Depuis le 1er janvier 2016, la commune nouvelle de Bleury-Saint-Symphorien a fusionné avec la commune d'Auneau, les deux devenant communes déléguées de la commune nouvelle d'Auneau-Bleury-Saint-Symphorien.

### Liste des maires
| Période      | Période          | Identité         | Étiquette | Qualité                    |
| ------------ | ---------------- | ---------------- | --------- | -------------------------- |
| janvier 2012 | 31 décembre 2015 | Stéphane Lemoine | UMP-LR    | Administrateur de sociétés |

## Population et société

### Démographie
L'évolution du nombre d'habitants est connue à travers les recensements de la population effectués dans la commune depuis 2010. À partir du 1er janvier 2009, les populations légales des communes sont publiées annuellement dans le cadre d'un recensement qui repose désormais sur une collecte d'information annuelle, concernant successivement tous les territoires communaux au cours d'une période de cinq ans. 
Pour les communes de moins de 10 000 habitants, une enquête de recensement portant sur toute la population est réalisée tous les cinq ans, les populations légales des années intermédiaires étant quant à elles estimées par interpolation ou extrapolation. Pour la commune, le premier recensement exhaustif entrant dans le cadre du nouveau dispositif a été réalisé en 2019,.
En 2013, la commune comptait 1 301 habitants.
| 2010  | 2011  | 2012  | 2013  |
| ----- | ----- | ----- | ----- |
| 1 338 | 1 320 | 1 310 | 1 301 |

## Économie
- Centre de télécommunications pour les communications internationales (à la Grande Touche).
- Le château-hôtel d'Esclimont.

## Culture locale et patrimoine

### Lieux et monuments

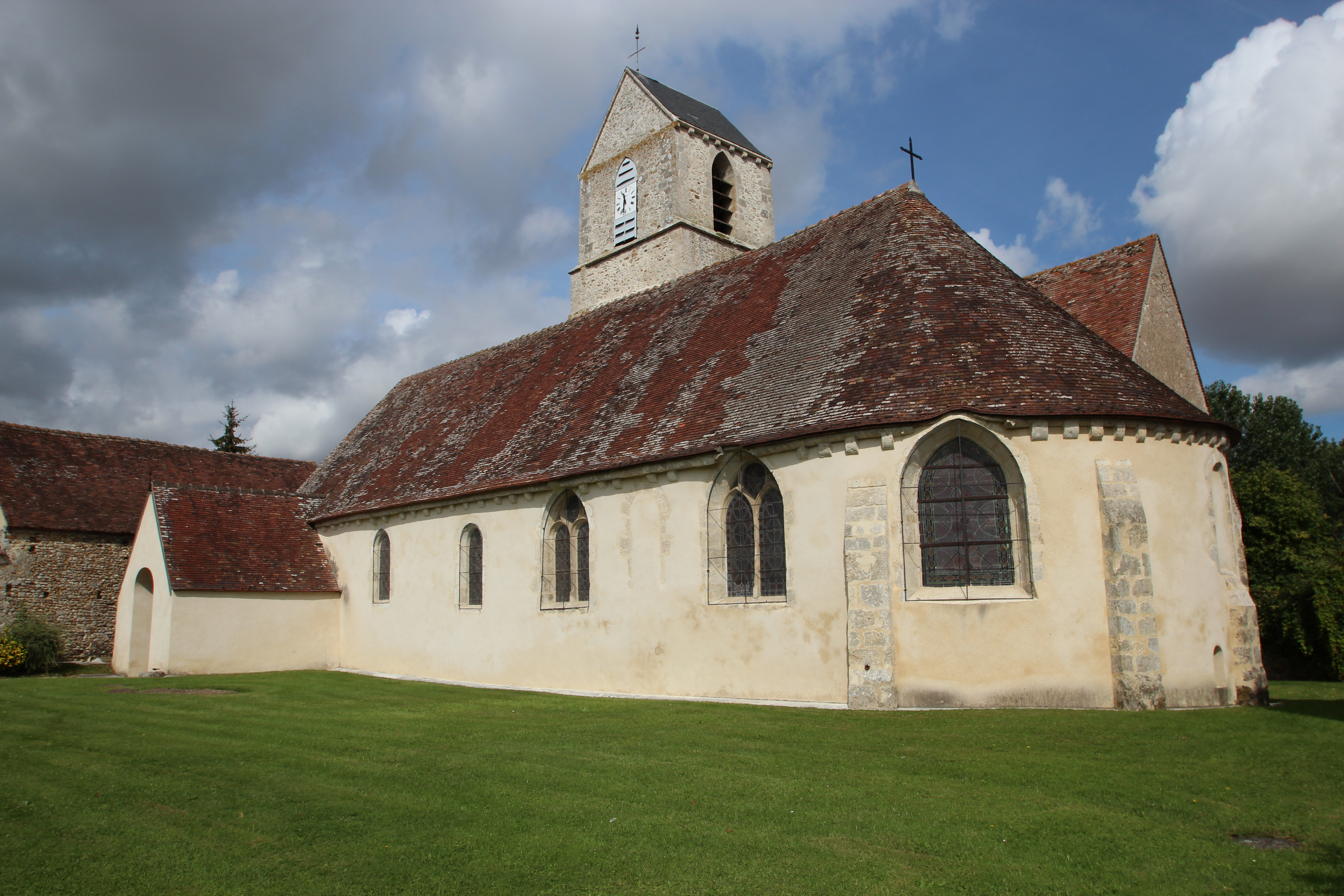
L'église Saint-Martin de Bleury.

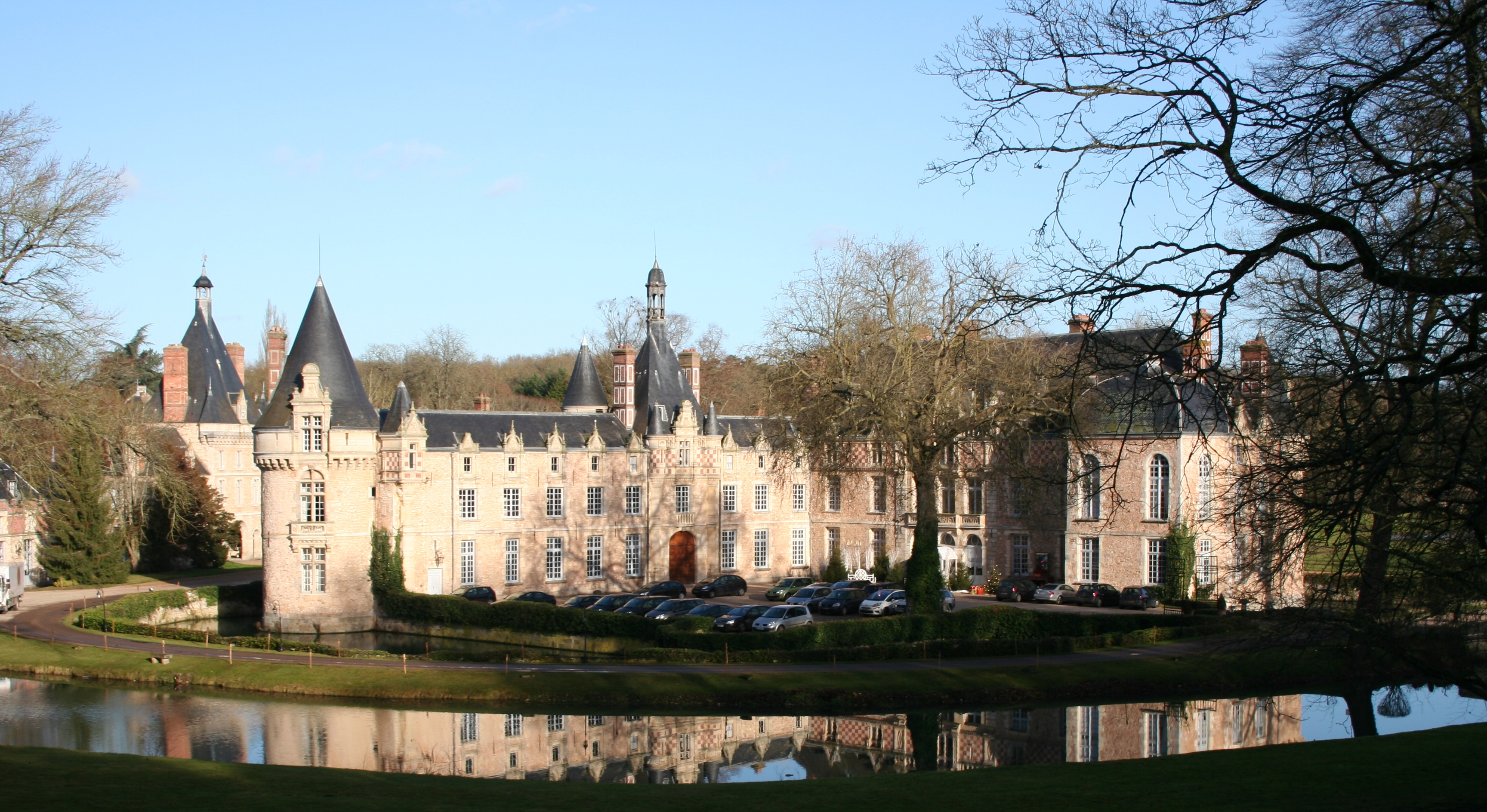
Le château d'Esclimont.

Il convient de se reporter aux articles consacrés aux anciennes communes fusionnées.

#### Église Saint-Martin de Bleury
Inscrit MH (2007).

### Héraldique
| Blason de Bleury-Saint-Symphorien | Blason  | De gueules à trois besants d'argent chargé chacun d'un soc de charrue de sable ; au chef d'azur chargé de trois gerbes de blé d'or. |
| Blason de Bleury-Saint-Symphorien | Détails | Blason de l'ancienne commune de Saint-Symphorien-le-Château. Le statut officiel du blason reste à déterminer.                       |